# John Sloboda
John A. Sloboda (13 giugno 1950) è uno psicologo britannico.

## Biografia
È un insegnante di Psicologia all'Università di Keele. 
Ha curato Generative Processes in Music (2000), Musical Perceptions (1994), Perception and Cognition of Music (1997), Music and Emotion (2001), The Musical Mind. The Cognitive Psychology of Music (1985), La mente musicale (2002). 

Psicologo sperimentale, pianista e compositore, si occupa principalmente di psicologia della musica. La sua è una prospettiva cognitivista: sostiene soprattutto la necessità di esaminare la componente cognitiva presente nell'apprezzamento di un evento musicale, piuttosto che soffermarsi sul gusto e sull'estetica.